# Noordhorn

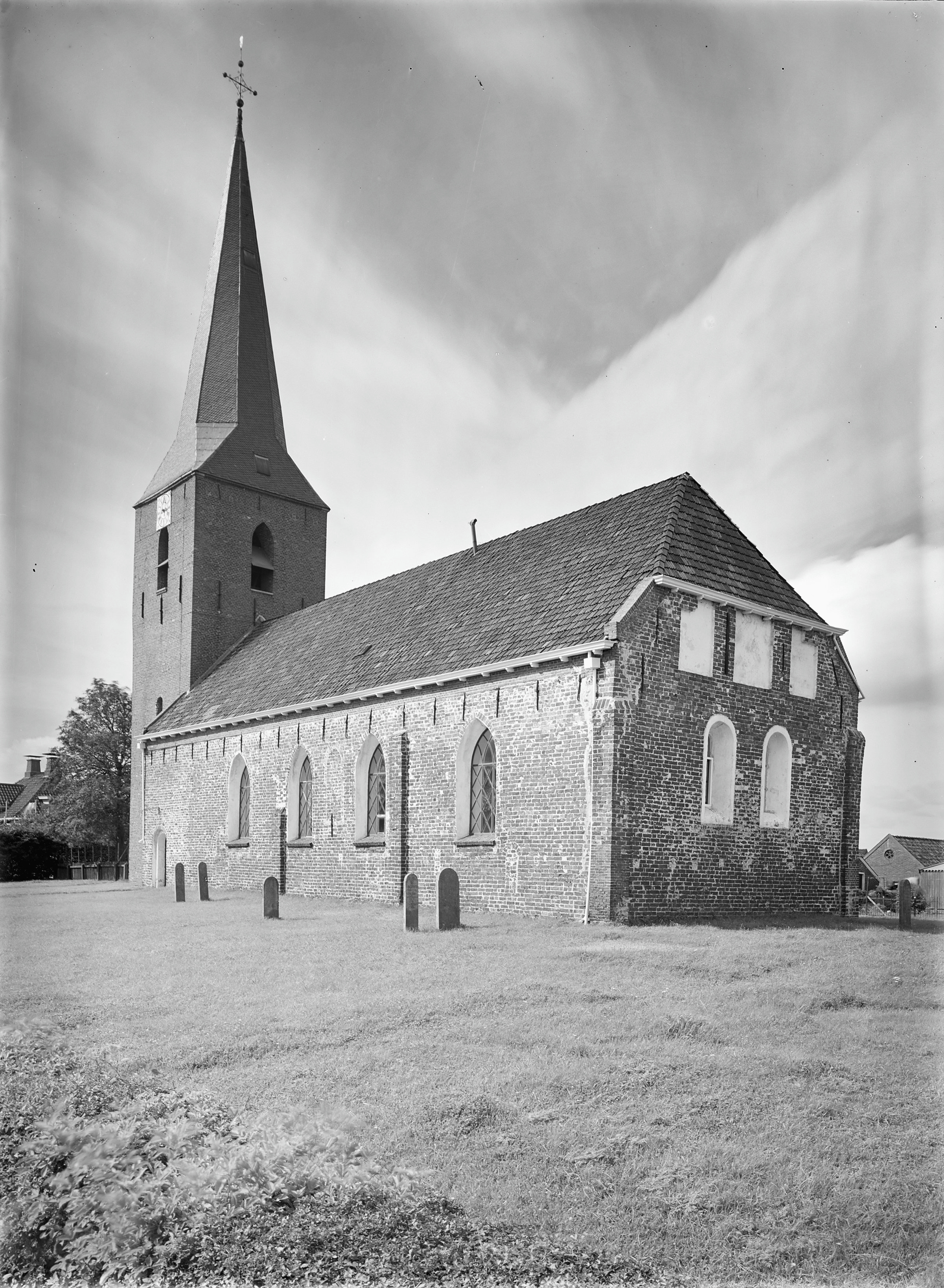
De Nederlands Hervormde Kerk gezien vanuit het zuidoosten.

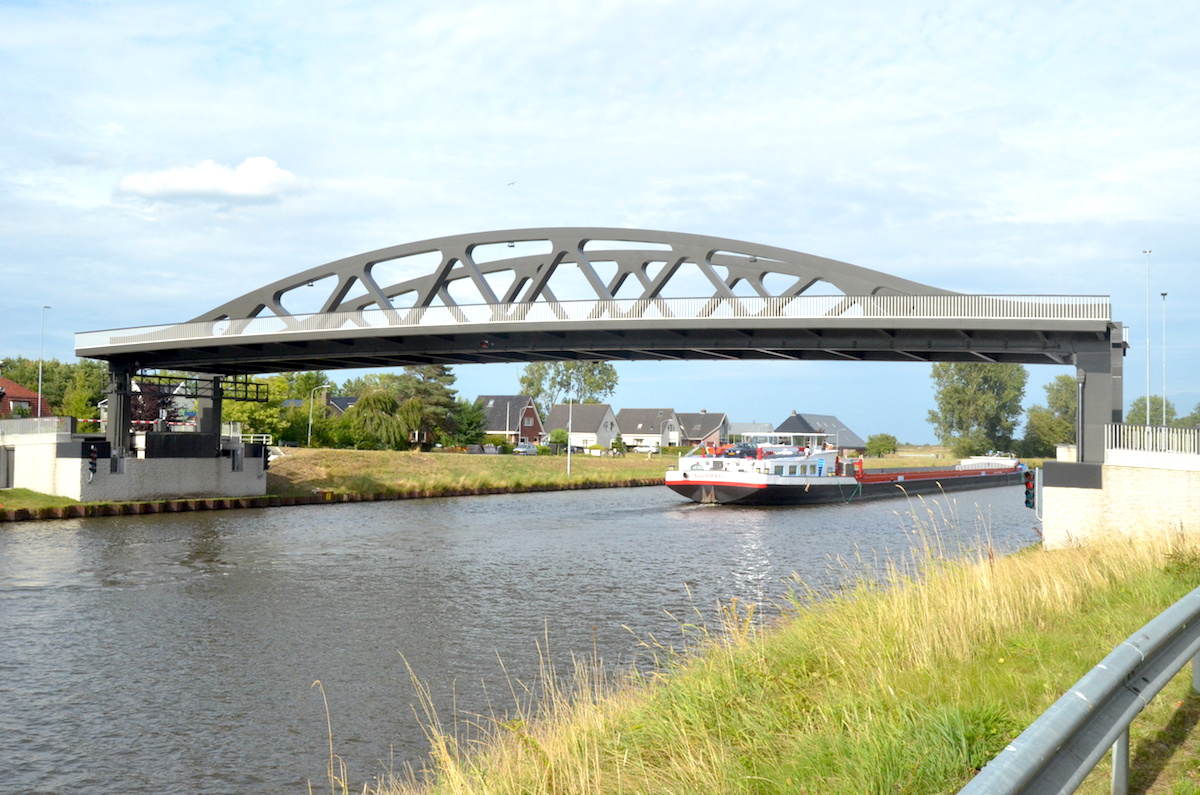
De hefbrug over het Van Starkenborghkanaal tussen Noordhorn en Zuidhorn (2018).

Noordhorn (Gronings: Noordhörn) is een dorp in de gemeente Westerkwartier van de Nederlandse provincie Groningen. Het ten noorden van het Van Starkenborghkanaal gelegen dorp telt 1.375 inwoners (1 januari 2023).

## Geschiedenis
De naam Noordhorn betekent: noordelijke hoek en is een verwijzing naar de loop van de keileemrug (garst), die werd gevormd in het Saalien en die hier een knik maakt. Op deze zandrug, die onderdeel vormt van de Rolderrug, ligt het dorp. Op een tweede knik, even ten zuiden, ontstond het dorp Zuidhorn.
De oorsprong van het dorp is onduidelijk. De enige archeologische vondst wordt gevormd door een strijdhamer. Het gebied lag lange tijd geïsoleerd door omringende moerassen, hetgeen nog versterkt werd door de uitbreiding van de Lauwerszee. Wel was er bewoning op het nabije eiland Humsterland. De oude grens tussen Noordhorn en het Humsterland werd gevormd door de Oude Riet. In de 13e eeuw werden de eerste dijken aangelegd in het gebied rond Noordhorn, waarop de eerste bewoning ontstond. Bekend is dat er rond 1280 een kerk werd gebouwd (nu de Nederlands Hervormde Kerk).
De naam 'Noirthoren' wordt voor het eerst genoemd in een oorkonde uit 1398. Het toponiem horn komt echter reeds voor in een vredesverdrag uit 1338 wanneer gesproken wordt van ene Baldinghus Eninge de 'Hurum' (vermoedelijk vertegenwoordiger van Langewold). Noordhorn en Zuidhorn lagen aanvankelijk geïsoleerd, maar door de aanleg van verschillende dijken, begon het gebied langzamerhand een verbinding te vormen met de landschappen Middag, Humsterland, Vredewold en Westelijk Langewold. Deze dijkaanleg werd gerealiseerd door de monniken van het klooster Jeruzalem te Gerkesklooster, het Kusemer klooster en andere landeigenaren, die dijken begonnen aan te leggen ten noorden van de bestaande dijken vanaf 1320. Daarbij vormde een van de dijken ook een belangrijke heerweg tussen Friesland, de Ommelanden en de stad Groningen. Dit pakte zeer ongunstig uit voor beide dorpen, daar deze op de route lagen van de verschillende legertjes die het gebied van tijd tot tijd binnenvielen.
Tot de 15e eeuw was er nog geen centraal gezag in het gebied en heersten lokale hoofdelingen elk over hun eigen gebied. De macht van deze hoofdelingen varieerde, maar was in Noordhorn slechts beperkt tot lokaal niveau. De hoofdelingen bestreden elkaar vanuit hun stenen huizen. In de 14e en 15e eeuw was het gebied tussen de Zuiderzee en de Jade inzet in een strijd tussen de stad Groningen, die de rust in het gebied probeerde te bewaren en het alleenrecht op het stapelrecht probeerde te behouden; de graaf van Holland, die vond dat hij recht had op Friesland; een aantal Oost-Friese hoofdelingen en bestaande veten tussen de Schieringers en Vetkopers. In 1398 was de graaf van Holland de Lauwers overgetrokken en gaf Noord- en Zuidhorn en Humsterland in leenheerschap aan zijn vertrouweling Pieter Reinerszoon. Hij kon zich echter niet handhaven en trok zich weer terug uit Friesland, waarmee het leenheerschap ook een wassen neus bleek.
Het dorp en zijn omgeving vormden meerdere keren het toneel van verschillende gevechten. In 1417 versloegen de Vetkopers onder leiding van Focko Ukena en Keno tom Broke de Schieringers bij het nabijgelegen Okswerd tijdens de Slag bij Okswerderzijl. Hierbij vielen 500 doden en werden 400 mensen gevangengenomen. Begin 15e eeuw vormde de Okswerderzijl een belangrijk strategisch punt, waardoor er een slot naast werd gebouwd (waarschijnlijk meer een soort blokhuis), waarna de zijl ook wel aangeduid werd met 'sloterzijl'. Het slot werd echter al snel weer geslecht als onderdeel van een vredesverdrag tussen de Vetkopers en Schieringers, zo blijkt uit een document uit 1432.
Ook in 1438 vond een veldslag plaats, waarbij het dorp gedeeltelijk in brand werd gestoken. Bij de herbouw van het dorp werd de structuur veranderd; de Oosterweg werd vervangen door de Langestraat als de hoofdas van het dorp. In 1498 vond er opnieuw een slag plaats; de Saksen onder leiding van de anti-Groningse Frankische veldheer Nittert Fox versloegen toen de stad-Groningers. Toen Fox' hoofdman Jurjen van Reijnsberg met 15 van zijn mannen in Noordhorn werd gedood, werd uit wraak het hele dorp op een paar huizen na volledig platgebrand, ook Zuidhorn onderging dit lot. Het dorp werd weer opgebouwd (al vonden er in 1514, 1516 en 1522 opnieuw plunderingen en brandstichtingen plaats), maar raakte nu betrokken bij de Tachtigjarige Oorlog.
De Spaanse troepen waren onder leiding van Francisco Verdugo opgetrokken naar de plaats. De Oranjegetrouwe troepen waren onder andere hier ingekwartierd bij mensen thuis (ook in Grijpskerk en Niezijl). Veel inwoners vluchtten het dorp uit op de vlucht voor het geweld. Uiteindelijk vond op 30 september 1581 de Slag bij Noordhorn plaats, waarbij de Spanjaarden onder Verdugo de troepen onder John Norreys (of Norrits) en Willem Lodewijk op het veld ten westen van Noordhorn versloegen (later Norritsveld genoemd, naar John Norris). Hierbij vielen meer dan 2.000 doden. De plaats werd opnieuw verwoest en werd pas in 1594 opnieuw opgebouwd.
Rond 1780 bevond zich er een borg, Wolders genaamd, die later werd hernoemd tot Noordwijk. Bij deze buitenplaats behoorde ook een bos van 700 zware eiken en beuken, dat in 1852 werd gekapt.
In 1808 kreeg Noordhorn door toedoen van Lodewijk Napoleon de status van gemeente, die het echter al snel weer kwijtraakte.
In 1890 werd de korenmolen De Fortuin gebouwd, die in 1983 werd gerestaureerd en nu de status van monument heeft, evenals de Nederlands Hervormde kerk en een doopsgezindenkerk uit 1838.

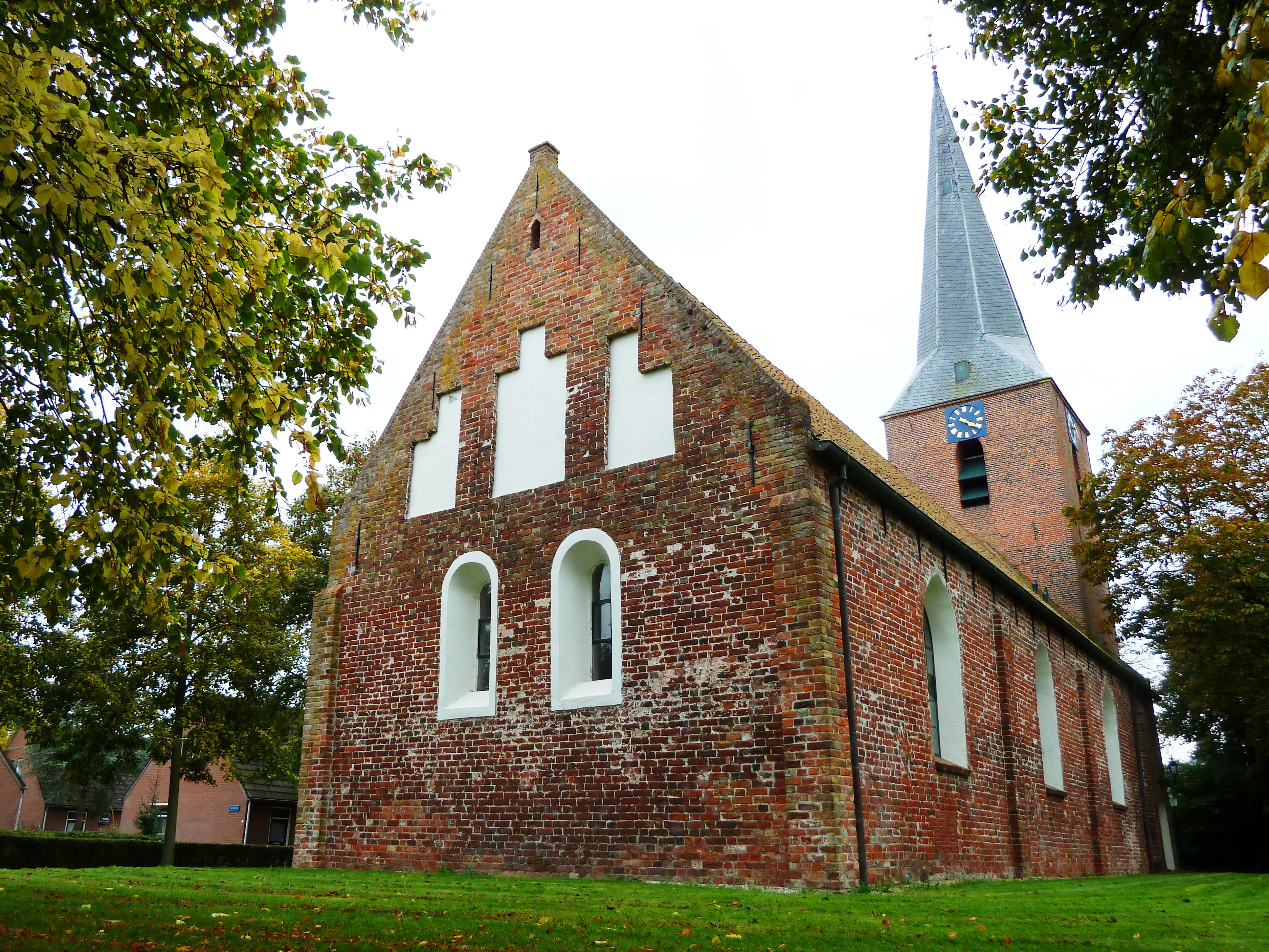
Hervormde kerk uit de 13e eeuw met toren uit 1765
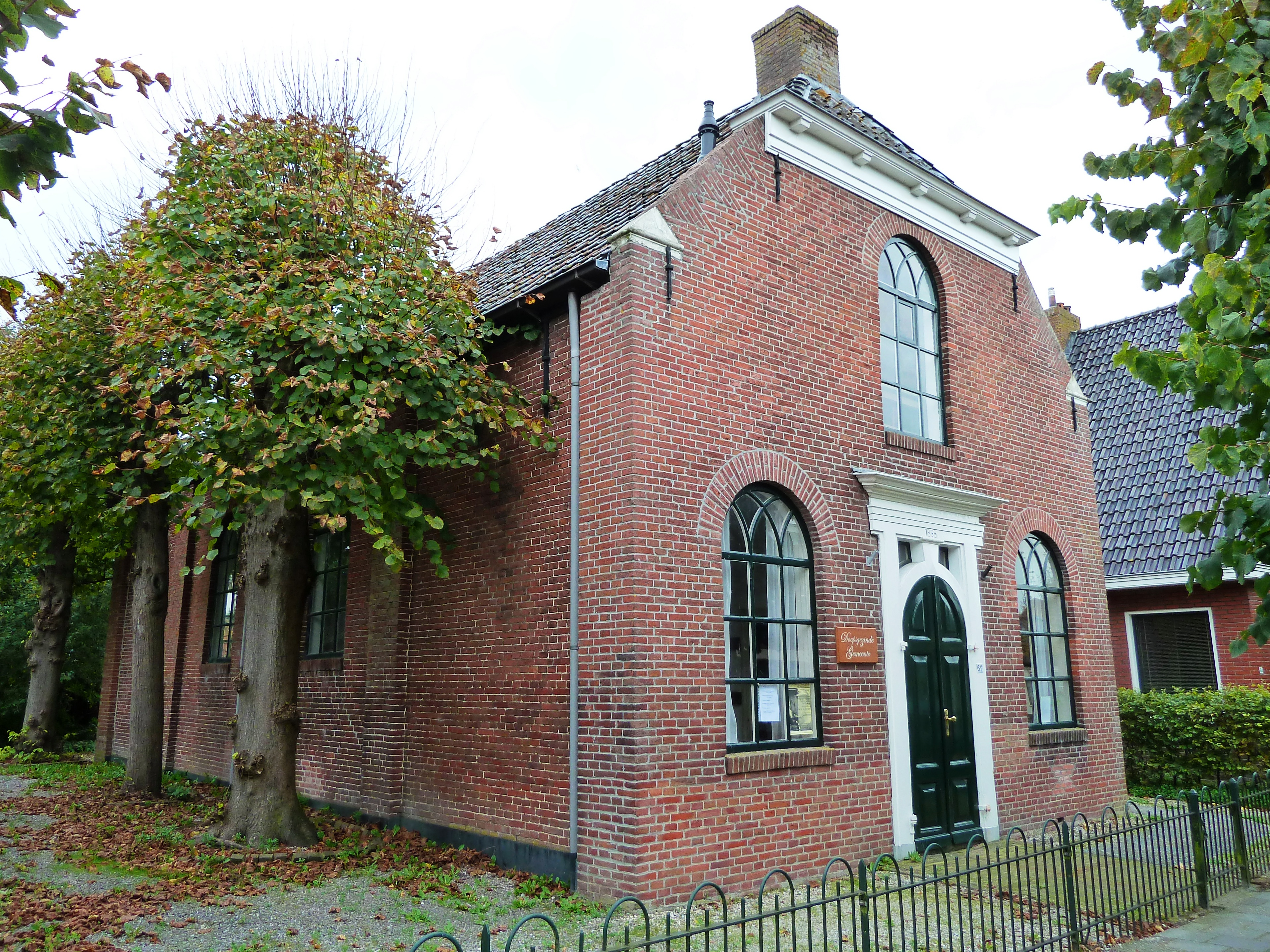
Doopsgezinde kerk uit 1838
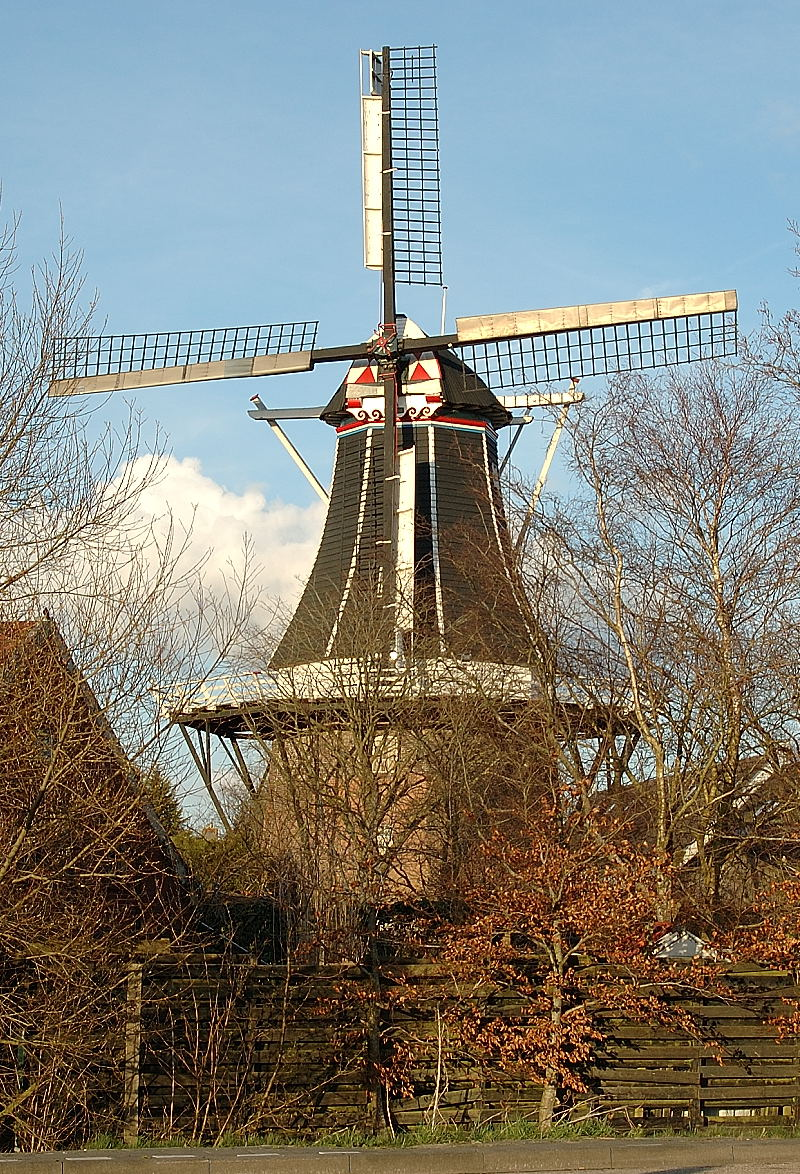
Molen de Fortuin uit 1890
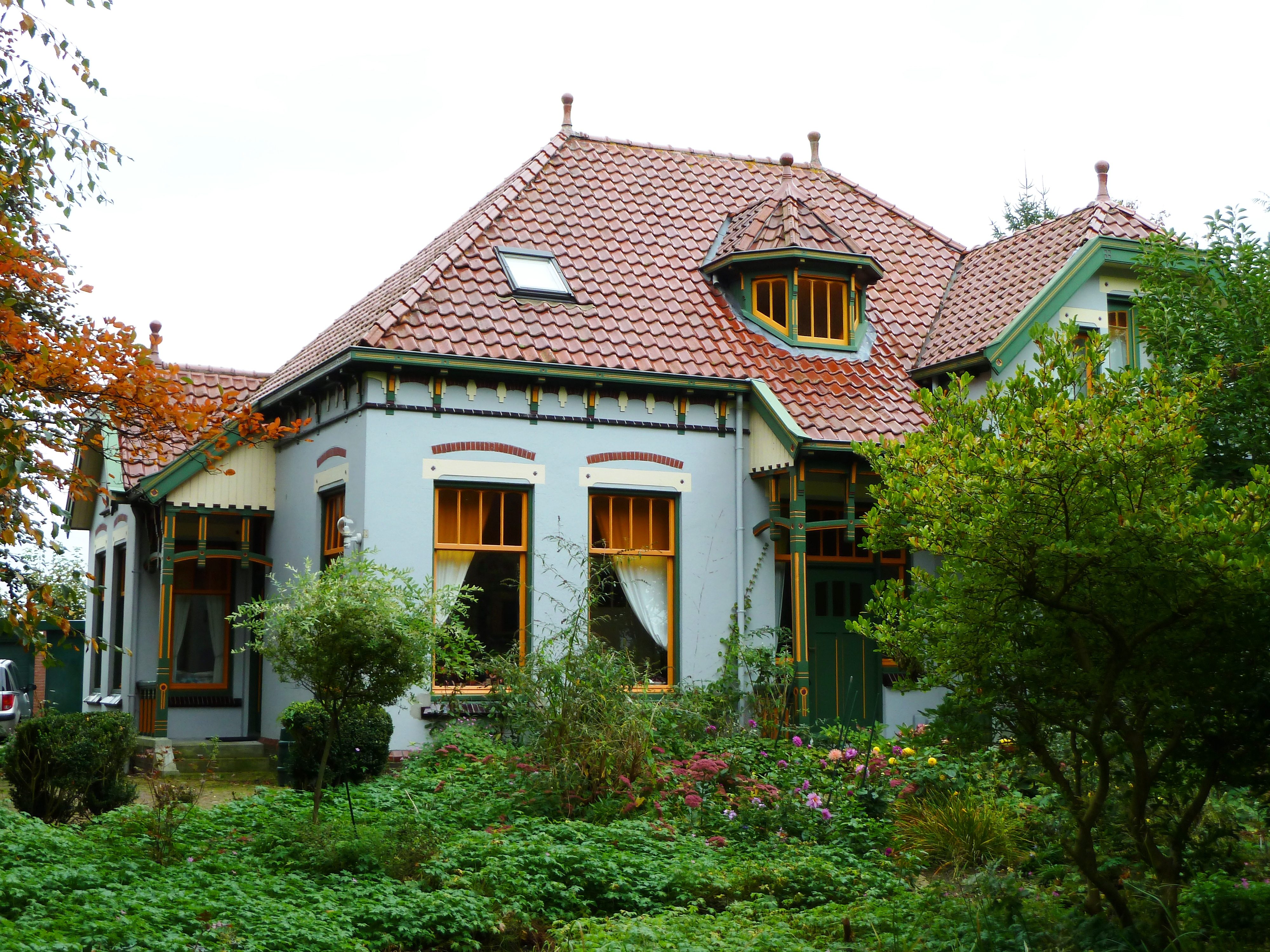
Monumentaal pand in overgangstijl van Klaas Siekman uit 1911
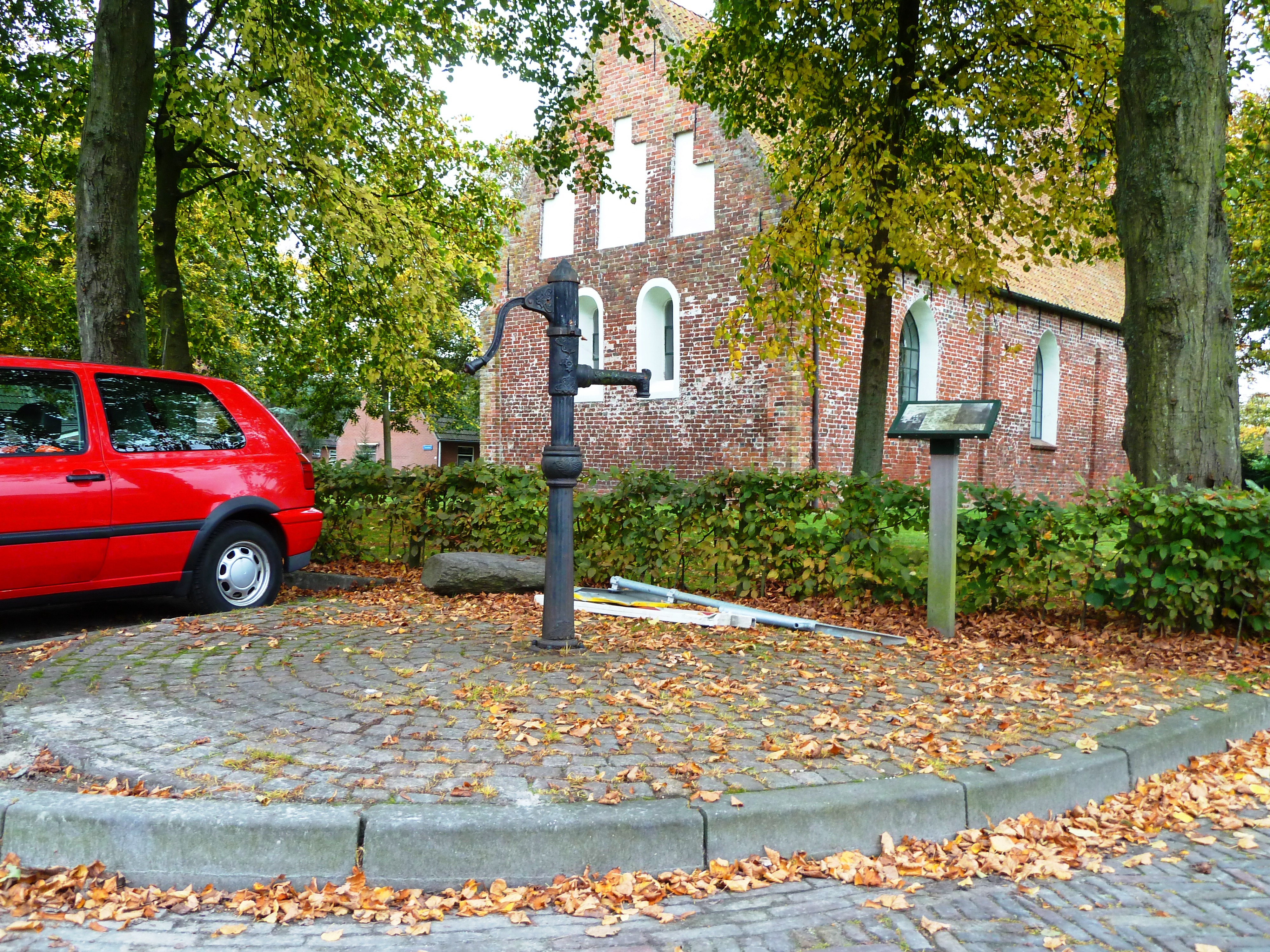
Dorpspomp
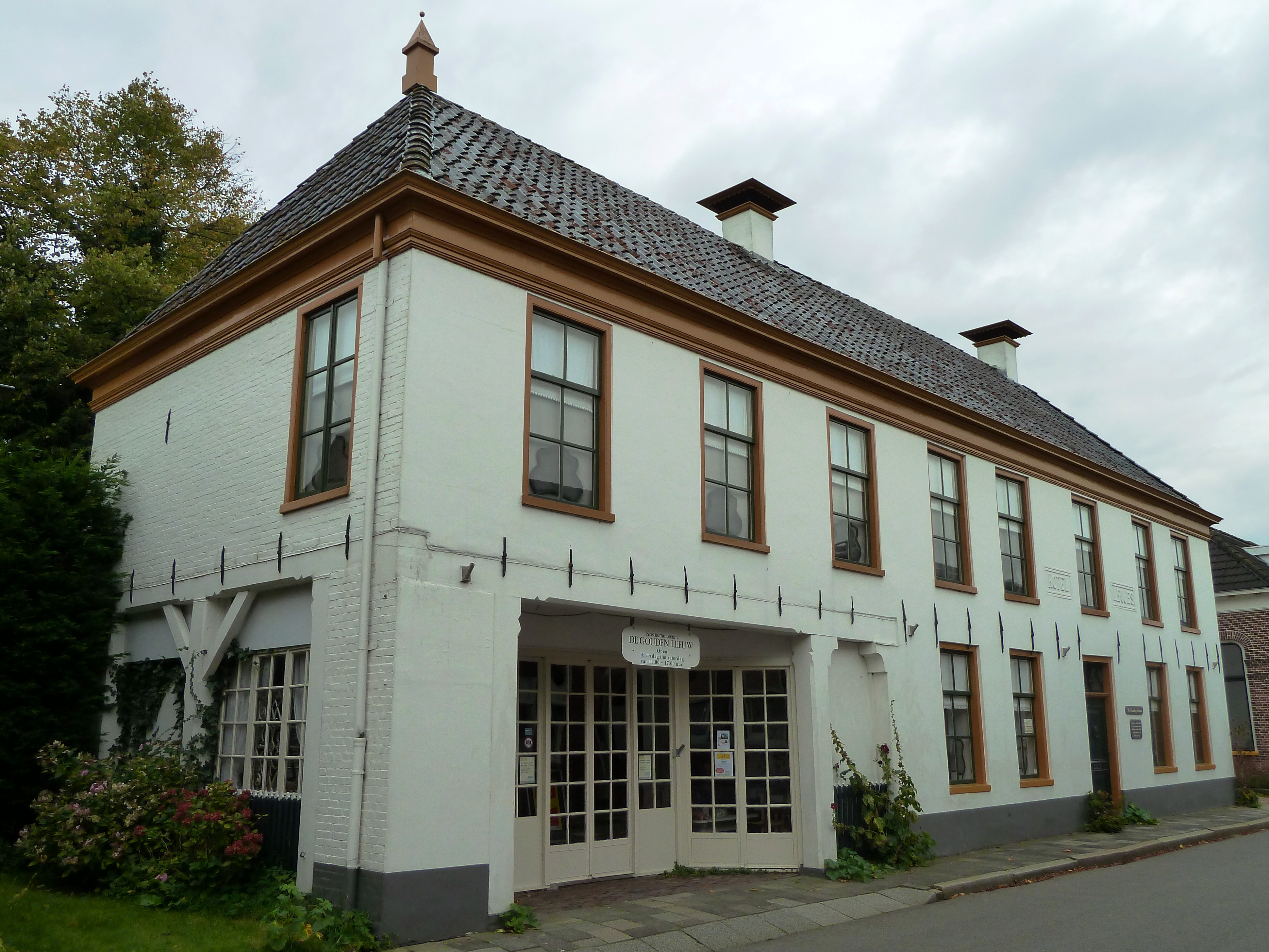
Voormalige taveerne/herberg 'De Gouden Leeuw', sinds ca. 1780 met doorrit (eerste vermelding in 1622).
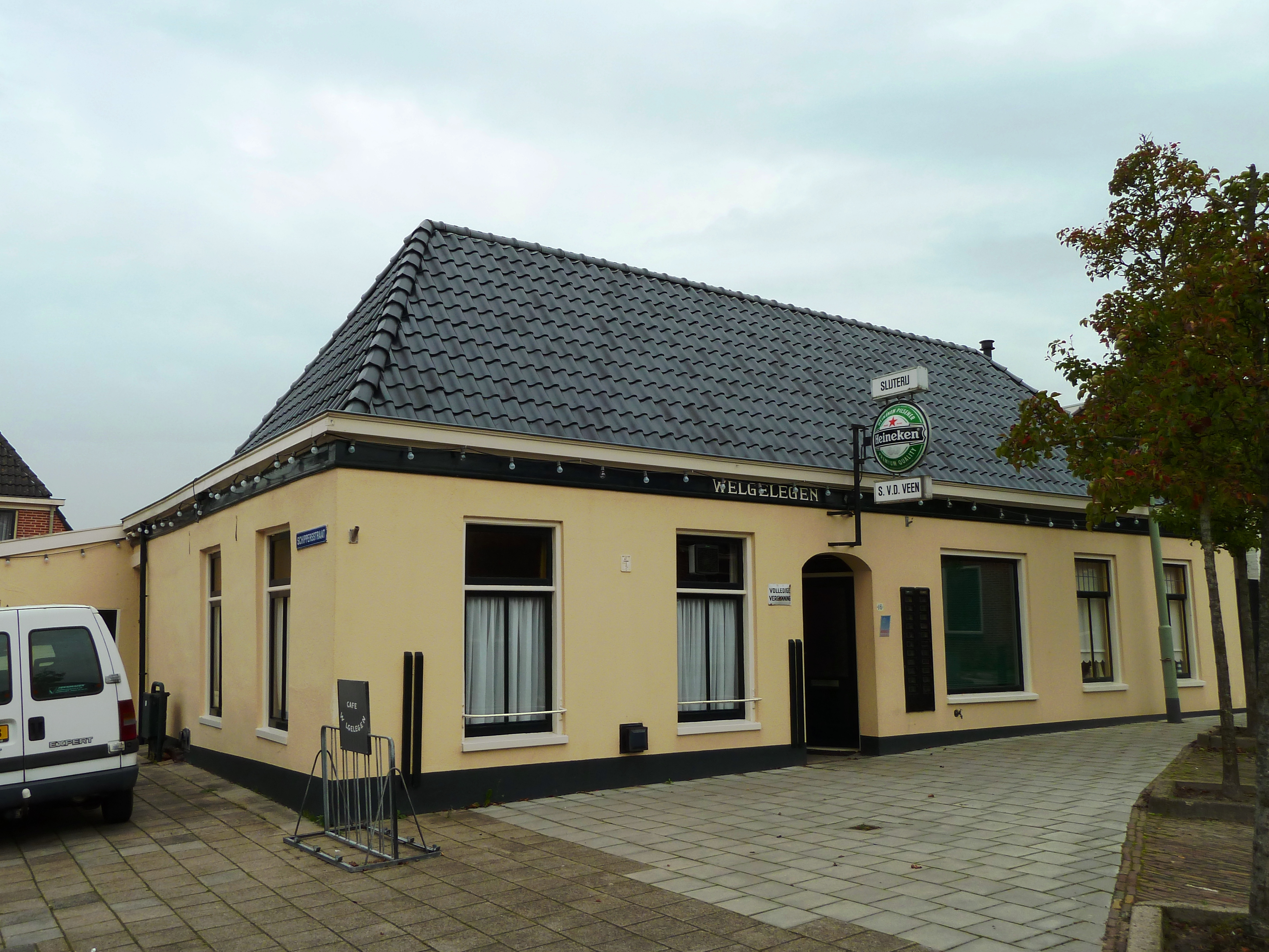
Café 'Welgelegen'
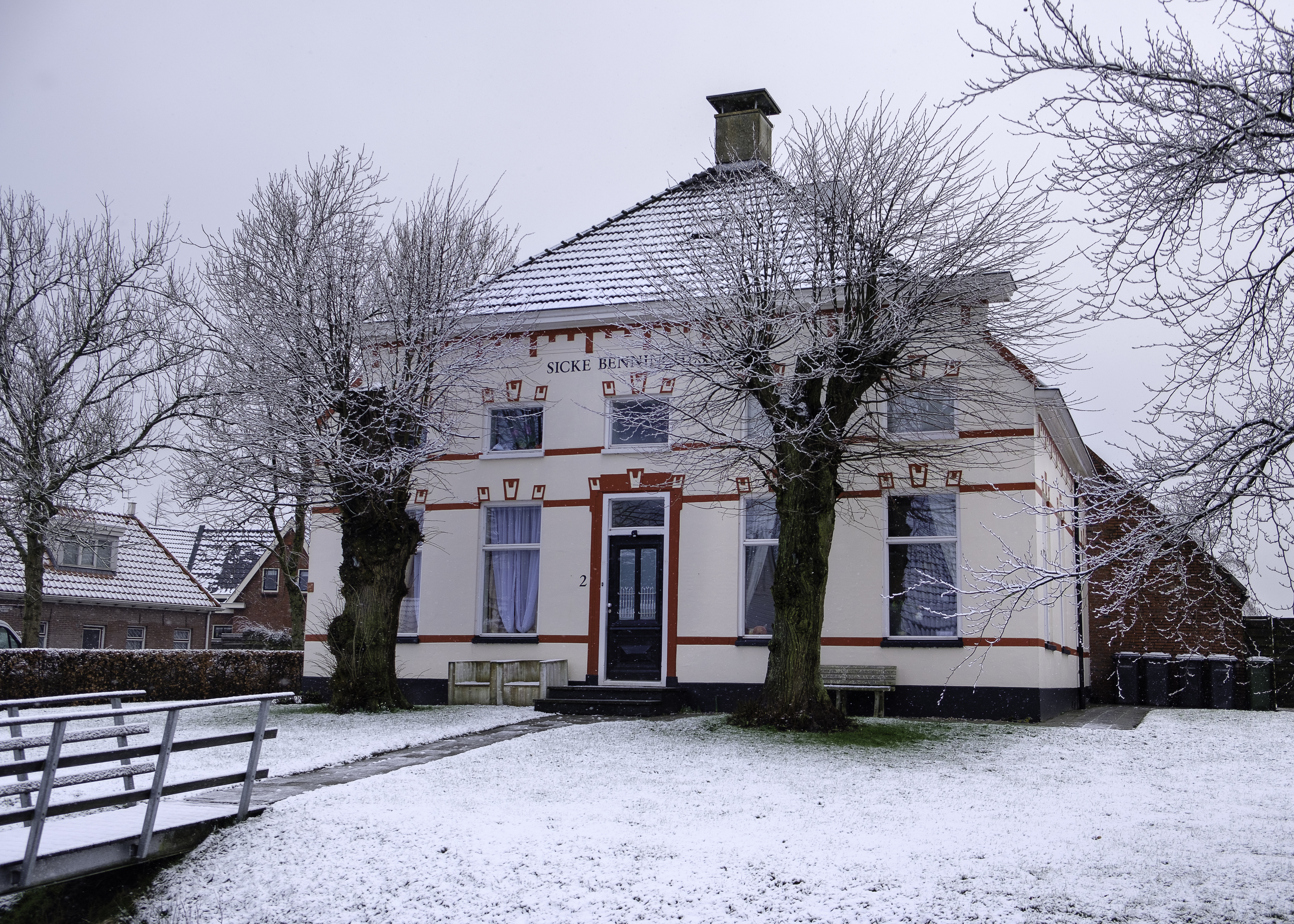
Sicke Benninghestede of Bennemah, een (in 1906 herbouwde) oude edele heerd, vernoemd naar kroniekschrijver Sicke Benninghe

## Voorzieningen
Noordhorn beschikt over 1 basisschool:
- Samenwerkingsschool de Vlieger

Dit is een samengevoegde school van voorheen Obs de Molshoop en Cbs 't Kompas. Vroeger bestond er ook een 3e basisschool, de gereformeerde basisschool Willem Lodewijk. Tegenwoordig is in dit gebouw het dorpshuis gevestigd. Ook zijn er aantal verenigingen en een kinderdagverblijf, BSO en peuterspeelzaal van SKSG gehuisvest. Verder kent Noordhorn een sportzaal en een ijsbaan. Overige sportvoorzieningen zijn te vinden in het buurdorp Zuidhorn.

## Geboren in Noordhorn
- Sicke Benninghe (ca. 1460), kroniekschrijver
- Wobbe de Vries (1863-1942), letterkundige
- Gerrit de Vries (1866-1945), burgemeester
- Dirk Frederik Wouda (1880-1961), architect. Ontwerper van het Ir. D.F. Woudagemaal.
- Albert van Giffen (1884-1973), archeoloog
- Berent Noordewier (1889-1950), politicus voor de SDAP en PvdA
- Johan van der Meer (1913-2011), dirigent